# Kränzlin
Kränzlin è una frazione del comune tedesco di Märkisch Linden, nel Brandeburgo.

## Storia
Kränzlin fu citata per la prima volta nel 1291 come Krencelin, e costituiva un piccolo centro rurale.
Il 30 dicembre 1997 il comune di Kränzlin fu fuso con i comuni di Darritz-Wahlendorf, Gottberg e Werder, formando il nuovo comune di Märkisch Linden.